# Włodzica
Włodzica (niem. Walditz) – rzeka, lewy dopływ Ścinawki w Sudetach Środkowych, we Wzgórzach Włodzickich, w woj. dolnośląskim o długości 20,61 km.
Ciek IV rzędu o długości ok. 20,61 km, lewy dopływ Ścinawki należący do dorzecza Odry, zlewiska Morza Bałtyckiego.

## Opis
Rzeka płynie w Sudetach Środkowych w woj. dolnośląskim. Źródła potoku znajdują się na wysokości 680 m n.p.m. na zachodnim stoku góry Pardelówka (734 m n.p.m.) na Wzgórzach Włodzickich, w okolicy wsi Dworki. W górnym biegu opasuje Wzgórza Włodzickie. Zasadniczy kierunek biegu Włodzicy jest równoległy do Wzgórz Włodzickich. Rzeka zbiera wody ze Wzgórz Włodzickich, północno-wschodnich zboczy Gór Suchych i południowo-zachodnich zboczy Gór Sowich (Wzgórza Wyrębińskie). Przepływa przez Świerki, Ludwikowice Kłodzkie, Nową Rudę, Włodowice i Ścinawkę Górną-Sarny, gdzie wpływa do Ścinawki pod Zamkiem Sarny. Jej dopływami są Sowi Potok, Jugowski Potok, Piekielnica i Woliborka.
Rzeka jest częściowo uregulowana w okolicy Nowej Rudy, w większości swojego biegu nieuregulowana o wartkim prądzie wody, w okresach wzmożonych opadów i wiosennych roztopów stwarza poważne zagrożenie powodziowe. Kilkakrotnie występowała z brzegów, zalewając przyległe miejscowości. Ostatnia groźna powódź spowodowana przez Włodzicę miała miejsce 7 lipca 1997.

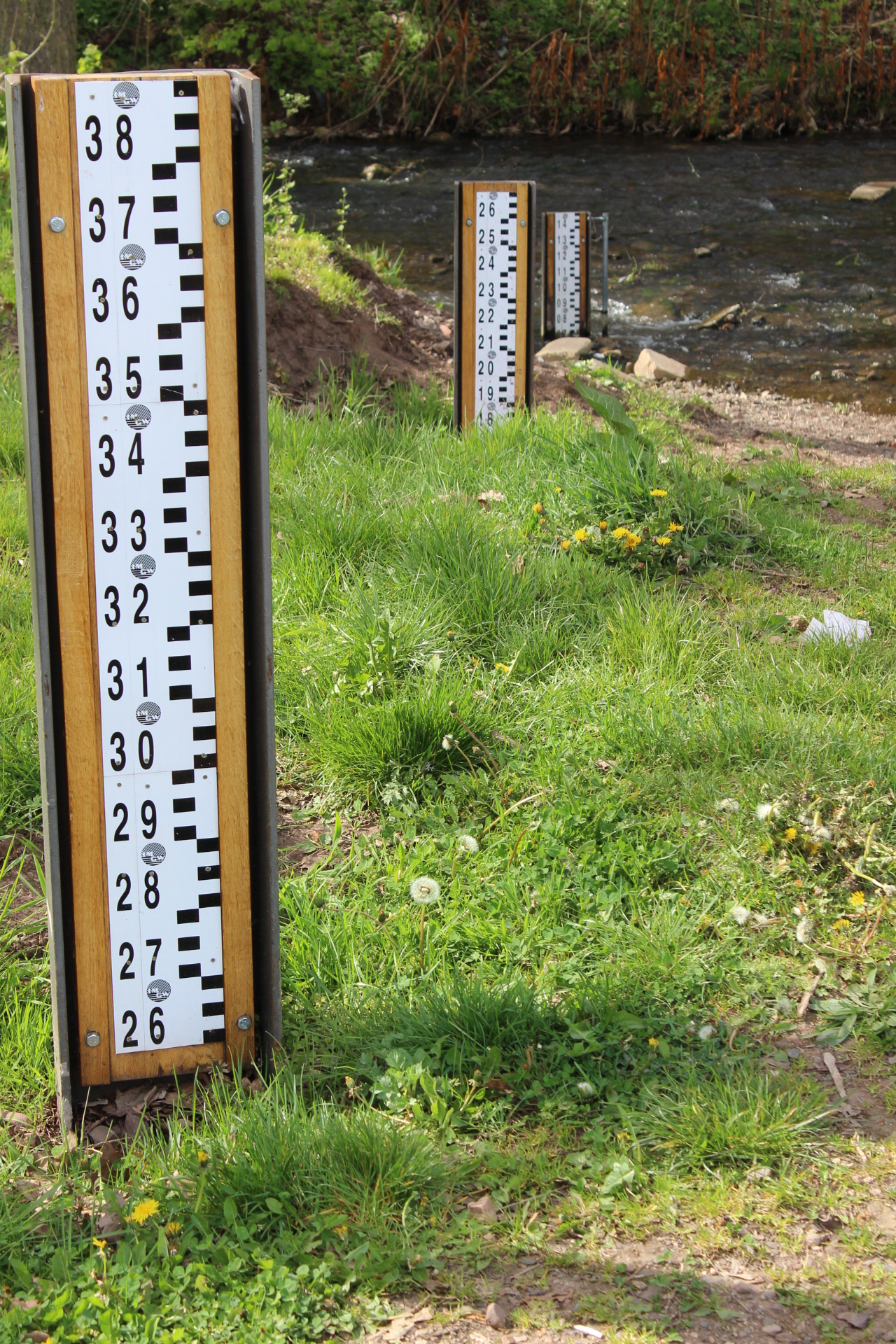
Pomiar wysokości wody w Ścinawce Górnej